# Nehanda Abiodun
Nehanda Isoke Abiodun (29 de junio de 1950-30 de enero de 2019) fue una artista y activista Nueva Africana. Abiodun nació en Harlem, Nueva York, y fue criada por padres participantes en movimientos de derechos humanos afroestadounidenses. Después de asistir a la Universidad de Columbia, Abiodun trabajó con Lincoln Detox en El Bronx y se unió la República de Nueva África. En 1982 el FBI la persiguió y ella decidió ir a la clandestinidad. Ella huyó  a Cuba y recibió asilo político en 1990. En Cuba Abiodun fue una camarada de Assata Shakur y apoyó la cultura hip hop en La Habana.